# Dirk Schröter
Dirk Schröter (* 18. April 1957 in Wickede) ist ein ehemaliger deutscher Fußballspieler.

## Karriere
Dirk Schröter spielte fünf Spiele in der Saison 1980/81 für den TSV 1860 München in der Bundesliga. Sein Debüt hatte er am 3. Spieltag bei einer 2:4-Heimniederlage gegen den 1. FC Nürnberg. Des Weiteren absolvierte er für den BVL 08 Remscheid 26 Spiele in der 2. Bundesliga. Dabei schoss er ein Tor gegen den SSV Ulm 1846.